# Олімпійський чемпіон
Олімпійський чемпіон — довічне звання, що присвоюється переможцеві олімпійського турніру в окремому виді змагань.
Олімпійського чемпіона нагороджують медаллю і лавровим вінком.

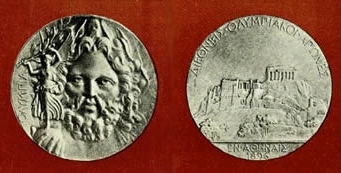
Переможці І Олімпійських ігор отримали срібну медаль

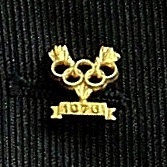
Значок медаліста МОК (тут версія для золотих медалістів Ігор 1976 року)

Найбільше разів звання олімпійського чемпіона здобував американський плавець Майкл Фелпс — 23 рази, радянська гімнастка Лариса Латиніна, фінський стаєр Пааво Нурмі, американський спринтер Карл Льюїс, американські плавці Марк Спітц та Кейті Ледекі — 9 разів.
| Спортсмен       | Країна    | Спорт                | Ігри      | 1-ше | 2-ге | 3-тє | Загалом |
| --------------- | --------- | -------------------- | --------- | ---- | ---- | ---- | ------- |
| Майкл Фелпс     | США       | Спортивне плавання   | 2004—2016 | 23   | 3    | 2    | 28      |
| Лариса Латиніна | СРСР      | Спортивна гімнастика | 1956—1964 | 9    | 5    | 4    | 18      |
| Кейті Ледекі    | США       | Легка атлетика       | 2012—2024 | 9    | 4    | 1    | 14      |
| Пааво Нурмі     | Фінляндія | Легка атлетика       | 1920—1928 | 9    | 3    | 0    | 12      |
| Марк Спітц      | США       | Спортивне плавання   | 1968—1972 | 9    | 1    | 1    | 11      |
| Карл Льюїс      | США       | Легка атлетика       | 1984—1996 | 9    | 1    | 0    | 10      |

## Українські олімпійські чемпіони
Українці ставали олімпійськими чемпіонами, репрезентуючи Чехословаччину (Володимир Сироватка), Радянський Союз і незалежну Україну.
Найтитулованішою олімпійською чемпіонкою є херсонська гімнастка Лариса Латиніна (репрезентувала СРСР). Вона завойовувала звання олімпійського чемпіона 9 разів і завоювала загалом 18 олімпійських медалей.
За часи незалежності України першою українською олімпійською чемпіонкою стала Оксана Баюл. На літніх іграх перше звання олімпійського чемпіона виграв у 1996 році борець класичного стилю В'ячеслав Олійник.
Найбільше разів золоті медалі олімпіад в складі збірної України вигравала Яна Клочкова. Вона ставала олімпійською чемпіонкою 4 рази.